# 蔡哀侯
蔡哀侯（？—前675年），姬姓，名獻舞，又稱蔡季，為春秋諸侯國蔡國君主之一，他為蔡桓侯胞弟，承襲蔡桓侯擔任該國君主，在位期間為前694年—前675年，共20年。

## 被俘于楚
前684年，蔡哀侯娶陳國的女人，息侯也娶陳國的女人息媯。息媯將要出嫁到息國時經過蔡國。蔡哀侯說：「這是我的小姨子。」蔡哀侯叫息媯的隊伍停下，看息媯的容貌，強佔息媯。息侯聽說之後，非常生氣，請求楚國假裝攻打息國，息國假意求救於蔡國。然後楚國攻打蔡國，抓走了蔡哀侯。
前680年，蔡哀侯因為痛恨息國，故意在楚王面前誇息媯美貌。楚王於是滅了息國，將息媯帶回。息媯生下堵敖和成王，卻終日鬱鬱寡歡，一言不發。楚王為了討好息媯，硬說是蔡國滅了息國，於是發兵討伐蔡國。

## 家庭
- 父亲：蔡宣侯
  - 兄长：蔡桓侯
  - 夫人：陳國之女（蔡媯），其妹息媯，《左传》记载蔡哀侯对息媯非礼，《系年》记载蔡哀侯強佔息媯为妻
    - 儿子：蔡穆侯
    - 女儿：蔡姬，齐桓公夫人

## 文內注釋
1. ↑  《左傳》
2. ↑  《系年》蔡哀侯取妻於陳，賽（息）侯亦取妻於陳，是賽（息）媯。賽（息）媯將歸於賽（息），過蔡，蔡哀侯命止之。曰：「以同姓之故，必內」。賽（息）媯乃內于蔡，蔡哀侯妻之。賽（息）侯弗順，乃使人于楚文王，曰：「君來伐我，我將求救於蔡，君焉敗之。」